# PM (アルバム)
『PM』は、Cornelius（小山田圭吾）が2003年に発表したリミックス・アルバムである。タイトルはPoint reMixesの略。その名の通り、小山田の4枚めのスタジオ・アルバム『POINT』を、雑誌『サウンド&レコーディング・マガジン』誌上と小山田のホームページで行なわれたリミックス・コンテストに一般公募された作品の中から、小山田がセレクトしたアルバムである。
2004年にはアメリカのマタドール・レコードから映像作品集『FIVE POINT ONE』とセットでリリースもされている。
ジャケットに貼られた小さなシールの裏には「ニート・ニート・若人（平均年齢24歳）　若人の、若人による、若人の為のニートなリスナーズ・ディライト／枠組みを突き崩し、分断して利用する解体と再編の「人間」の証明（51分25秒）。」と印刷されている。

## 収録曲
1. Another Psychdelic Point Remix / Dritt Drittel
2. Kawatolius Remix / Kawatory
3. Noise Of The Apache / 富岡 輝仁
4. Mc Cat Genius' Bombasstic Re-Bomb / Animal Family Featuring Mc Cat Genius
5. A Point Re:View Mix / 坂本昌己
6. Free From The Point Mix / DJ子供
7. The Walk Of Basset Hound / Panpease Records
8. Daydreaming / Kyun Baek
9. Multi-Ebbing View Points (Fashion Flesh Re-Product)/ Fashion Flesh
10. Flugsnappare Mix By Viktor Sjoebrg / Viktor Sjoberg
11. Pointer Remix / 井上正勝
12. Point Of View Point / 中山幸太